# Waterstoniella cuspidis
Waterstoniella cuspidis is een vliesvleugelig insect uit de familie vijgenwespen (Agaonidae). De wetenschappelijke naam is voor het eerst geldig gepubliceerd in 1992 door Jacobus Theodorus Wiebes.